# Eviota oculopiperita
Eviota oculopiperita, tên thông thường là pepperminteye dwarfgoby, là một loài cá biển thuộc chi Eviota trong họ Cá bống trắng. Loài này được mô tả lần đầu tiên vào năm 2014.

## Từ nguyên
Từ oculopiperita trong danh pháp của E. oculopiperita được ghép từ oculus ("mắt") trong tiếng Latinh, và piperita trong danh pháp của bạc hà Âu (Mentha piperita), ám chỉ mắt của loài cá này có màu giống với que kẹo gậy vị bạc hà.

## Phạm vi phân bố và môi trường sống
E. oculopiperita có phạm vi phân bố tại Biển Đỏ, và được tìm thấy ở ngoài khơi Ả Rập Xê Út. Các mẫu vật được thu thập gần các rạn san hô ở độ sâu khoảng 2 – 10 m.

## Mô tả
Chiều dài cơ thể tối đa được ghi nhận ở E. oculopiperita là 1,2 cm. Đầu và thân trong mờ ánh màu xanh lục, các vảy có viền màu nâu vàng. Một đường sọc màu trắng chạy dọc theo cột sống, từ sau đầu kéo dài đến gốc vây đuôi, bị đứt đoạn bởi các vạch màu nâu sẫm; các vạch này trải dài về phía bụng và chuyển thành màu vàng nâu. Hai đốm lớn màu nâu đỏ chứa các chấm đen nằm ở phía trên bụng; một vết nhỏ hơn tương tự nằm phía trên gốc vây hậu môn. Vùng lưng có các vệt màu nâu và một vài đốm màu trắng. Hai bên đầu có đốm màu nâu sẫm tương tự như ở bụng. Một đốm trắng ở gốc vây ngực, lan ra đến vây ngực. Vùng gáy có màu trắng, lốm đốm những vệt nâu đỏ. Mắt đen, mống mắt màu trắng với các vạch màu nâu đỏ và đỏ tươi bao quanh đồng tử, tựa như các sọc màu đỏ và trắng quấn quanh kẹo gậy. Các vây trong suốt
Số gai ở vây lưng: 7; Số tia vây ở vây lưng: 8; Số gai ở vây hậu môn: 1; Số tia vây ở vây hậu môn: 8; Số tia vây ở vây ngực: 15.